# Conseil du contentieux des étrangers
En Belgique, le Conseil du Contentieux des Etrangers (CCE) exerce, depuis le 1er juin 2007, les compétences qui étaient celles:
- du Conseil d’État en matière de contentieux des étrangers
- de la Commission permanente de recours des réfugiés

Le Conseil du Contentieux des Etrangers est une juridiction administrative indépendante située en Belgique. Le Conseil traite les recours contre les décisions individuelles prises en application de la loi du 15 décembre 1980 sur l’accès au territoire, le séjour, l’établissement et l’éloignement des étrangers (Loi sur les étrangers.)
Le Conseil du Contentieux des Etrangers a été créé par la loi du 15 septembre 2006 réformant le Conseil d’État et créant un Conseil du Contentieux des Etrangers. Le Conseil a débuté officiellement ses travaux le 1er juin 2007.
Le Conseil compte 54 juges répartis en plusieurs chambres et est situé à Bruxelles.

## Composition
- Premier Président  : Marc Oswald  (2022-présent)
- Président :  Geert De Boeck (2017-présent)
- Greffier en chef :  Carine De Cooman (2007- présent)

## Affaires
Le 30 avril 2018, le CCE invalide l'expulsion d'un marocain condamné pour terrorisme.
En janvier 2022, le Conseil du contentieux des étrangers s’oppose à l’expulsion d’Abdallah Ouahbour, « un prédicateur de haine présentant un haut degré de menace ». Selon Sudinfo, celui-ci serait un des principaux meneurs du « Groupe de Masseik », lié aux attentats de Casablanca et Madrid en 2003. Un  rapport de la Sûreté de l’Etat met également en avant son soutien moral et financier au groupe terroriste État islamique. Selon le Conseil du contentieux des étrangers, les rapports de l’OCAM et de la Sûreté de l’Etat ne présentent pas de « base solide » pour expulser quelqu’un du territoire. Les accusations sont « trop vagues » et « trop générales ». Le Conseil avance que les analyses ont été menées en lien avec une condamnation pour terrorisme, alors que cet argument ne devrait pas entrer en ligne de compte.